# Borlje
Borlje (nemško Förolach) je naselje občine Šmohor - Preseško jezero v okraju Šmohor na Koroškem v Avstriji.